# LM.C
LM.C是日本的一個視覺系樂團，由PIERROT的吉他手Aiji和主唱maya以「新世紀型電子搖滾」為概念所組成。

## 簡介
maya的前身團－sinners，除了maya以外的成員都是PIERROT的技師，maya與Aiji在前身團皆擔當吉他手的位置，因此而認識。兩人在預約LIVE HOUSE時發現沒有樂團名稱無法預約，於是緊急命名。「LM.C」並無實際的意思，原因是不想因為團名作聯想而侷限音樂性質。官網上的網址「lovely-mocochang.com」也不是LM.C的真正涵意，mocochang是maya老家所飼養的喜樂蒂(已故)。
2006年4月2日，在PIERROT日比谷野外音樂堂的演唱會，發送了關於LM.C的傳單。8月邀請歌迷在東京都內某處拍攝☆Rock the LM.C☆的音樂錄影帶，正式在歌迷面前露面。同年9月，舉辦了4場indies live，場地為TSUTAYA O-EAST與池袋Club ADDICT。10月，加入PONY CANYON在日本以「Trailers」單曲正式出道，此張單曲共發行了「Gold」與「Silver」2種不同版本。
2007年7月在台灣發行第一張台版專輯「GLITTER LOUD BOX」與單曲「BOYS & GIRLS」（豐華唱片代理），首次來台就邀請了月之海的真矢 （页面存档备份，存于）為支援鼓手，參加丁亥年野台開唱。台灣成為LM.C第一次造訪的海外國家。
2008年結束台灣與韓國的亞洲巡迴後，同年7月19日於澀谷公會堂舉辦第一次在HALL場地的演唱會。票在開賣2分內迅速完售。同年11月全世界同時發行首張專輯「GIMMICAL☆IMPACT!!／魔幻☆衝擊!!」與第二張專輯「SUPER GLITTER LOUD BOX／超閃爆音盒」，接著也展開國內外的巡迴演唱會。世界巡迴前往南美、歐洲、亞洲，共11個國家13個城市。其中台北是海外巡迴中唯一舉辦兩天兩場演唱會的城市。
2010年在歐洲巡迴結束後即將展開泰國、台灣的亞洲巡迴，當時人在德國的LM.C遇上2010年冰島火山爆發，火山灰影響歐洲航班起降，因無法順利抵達台灣與泰國，於是取消2010年的亞洲巡迴。2011年3月日本遭遇東北地方太平洋近海地震，使得日本國內巡迴與亞洲巡迴的演唱會延期，在原定日本國內巡迴的當天，舉辦全世界同時的「★BKK-GGL★」，與全世界的LM.C歌迷們在推特上進行互動。
出道至今許多作品成為動畫主題曲，除《血色花園》外，最有名的就是《家庭教師HITMAN REBORN!》片頭曲《BOYS&GIRLS》、《88》。《88》是LM.C在日本的第8張單曲，這張單曲受到許多動畫迷的支持，登上ORICON排行榜的第三名。2011年7月發行的 《星辰所在》，為動畫《妖怪少爺千年魔京》的片頭曲。這首歌製作於2010年秋天，曾一度打算使用這首歌當作當時主打，但卻希望以後再發行而中止，「★BKK-GGL★」結束後，在官方部落格中，首次公布這首歌的名字。
於2014年2月12日移籍至Victor Entertainment，並發行新專輯『PERFECT FANTASY』的消息。活動區域已經不只日本，還包括台灣、韓國等亞洲地區。甚至還被歐洲的J-ROCK樂迷選為「最受矚目的J-ROCK Band」，於2009年、2010年、2012年3次舉辦世界巡迴演唱會（哥倫比亞/委內瑞拉/智利/巴西/墨西哥/英國/德國/法國/芬蘭/瑞典/意大利/奧地利/匈牙利/俄羅斯/香港/台灣/韓國）等，在全球都受到高度評價的LM.C。具備不受音樂類型所限制音樂性的他們，在新唱片公司的活躍也相當受到期待。
2016年在LM.C成軍10周年之際，於1月28日在官方公布了即將前往台灣海外公演的決定，地點選於高雄駁二藝術特區的LIVE WAREHOUSE（月光劇場）。從2012年台灣公演之後，睽違了快4年的海外公演讓原先只預定辦一場的LIVE因票券迅速銷售一空，在2月25日於官方公布再追加中午場，創造了在一天內舉辦兩場的公演紀錄。
2017年LM.C帶著全新作品《Veda》再次來台，在高雄LIVE WAREHOUSE舉行演出。

## 成員
- Vocal：maya（日本長野縣出身）ex.sinners
- Guitar：Aiji （页面存档备份，存于）（日本長野縣出身）ex.PIERROT

現支援成員
- Keybord：NomNom野村慶一郎
- Drums：Seiichiro早川誠一郎
- Bass: じゅんじゅん高井淳

前支援成員
- Bass：Hiko / EVAKAN / IKUO / KENJI / mACKAz
- Drums：DEATH-O(Uber) / ゆうや / SASSY
- Keybord：Jaykay / 村山潤Venomstrip
- Vj & Performer：DENKI-MAN

## THE MAD LM.C
主要成員為
- Vocal/Guitar：MAD AIJI
- Bass：MAD MAYA
- Drums：MAD DENKI

### 作品
- NO FUN, NO FUTURE 收錄於LET ME' CRAZY!!
- MAD or DIE 收錄於星の在処。-ホシノアリカ-

## 台壓版發售作品

### SINGLE
- BOYS&GIRLS 2007年7月27日（動畫《家庭教師HITMAN REBORN!》戒指爭奪戰篇片頭曲）
- LIAR LIAR/Sentimental PIGgy Romance 2007年10月19日
- Bell the CAT 2007年1月18日
- JOHN 2008年3月21日
- 88 2008年6月13日（動畫《家庭教師HITMAN REBORN!》未來篇片頭曲）
- PUNKY♥HEART 2009年5月22日
- GHOST†HEART 2009年11月6日
- LET ME' CRAZY!! 2010年10月25日
- SUPER DUPER GALAXY 2011年5月20日
- 星の在処。-ホシノアリカ- 2011年7月27日 （動畫《妖怪少爺》第2季片頭曲）
- Ah Hah! 2012年2月22日
- DOUBLE DRAGON 2012年11月30日 （動畫《妖怪少爺》OVA主題曲）
- My Favorite Monster 2013年12月11日（數位限定）

### ALBUM
- GLITTER LOUD BOX 2007年7月20日

（另外收入Trailers【Gold】、Trailers【Sliver】、OH MY JULIET.）
- GIMMICAL☆IMPACT!! 2008年11月7日
- SUPER GLITTER LOUD BOX 2008年11月7日

（原GLITTER LOUD BOX的歌重新混音，加進「☆Rock the LM.C☆」「little Fat Man Boy」「@FUNNY PHANTOM@」「mR.century」「OH MY JULIET.」「BOYS & GIRLS」六首歌與一首未發表曲，並重新編排曲順）
- WONDERFUL WONDERHOLIC  2010年3月5日
- OFFICIAL FAN CLUB Team☆LM.C Presents WONDERFUL WONDERHOLIC【SPECIAL BOX】 2010年3月5日
- 「☆★Best the LM.C★☆2006-2011 SINGLES」 2011年10月14日
- STRONG POP 2012年4月6日
- LM.C B-Side BEST!! 2013年6月7日
- FUTURE SENSATION 2018年12月25日

### DVD
- THE MUSIC VIDEOS 2008年6月4日
- ☆Rock the PARTY☆'08 2008年9月17日
- The Live Of WONDERFUL WONDERHOLIC 2010年7月28日
- ★Rock the PARTY★2012 at NIPPON BUDOKAN 2012年5月16日
- LM.C Yaon de FEVER MAX!!! 2015年2月20日

## 台灣未發售台壓版之作品

### SINGLE
- My Favorite Monster 2013年12月11日
- MONROEwalk 2016年3月16日
- レインメーカー 2016年7月20日

### ALBUM
- PERFECT FANTASY 2014年2月12日
- PERFECT RAINBOW 2014年12月17日
- VEDA 2016年12月21日
- FUTURE SENSATION 2018年8月8日

## LIVE

### Team☆LM.C
- Team☆LM.C 発足記念EVENT (2007年12月5日 東京ESP HALL)
- Team☆LM.C 発足記念EVENT (2007年12月15日 大阪ESP HALL)
- Team☆LM.C Limited Live (2008年7月17日 Shibuya O-EAST)
- Team☆LM.C Limited Live Vol.2 (2008年12月23日 大阪ESP HALL)
- Team☆LM.C Limited Live Vol.3 (2009年2月21日 赤坂BLITZ)
- Team☆LM.C Limited Live Vol.4 ＠TOKYO （2010年3月23日 Shibuya O-WEST）
- Team☆LM.C Limited Live Vol.4 ＠OSAKA （2010年3月24日 OSAKA MUSE）
- Team☆LM.C Limited Count Down Live 2010→2011 (2010年12月31日 長野CLUB JUNK BOX)
- Team☆LM.C主催「mayaの王様ナイト2011 (2011年7月30日 SHIBUYA-AX)
- Team☆LM.C New Year's LIVE 2012 (2012年1月5、6日 Shibuya O-Crest)
- Team☆LM.C Presents STRONG POP -Kick Off Party- (2012年4月15日 Shibuya O-EAST)
- Team☆LM.C Presents THE MAD MAYA LIVE：NEO TOKYO MAD NIGHT- (2014年10月16日 目黒鹿鳴館)
- Team☆LM.C Presents THE MAD MAYA LIVE：-Welcome To The MAD HALLOWEEN- (2014年10月31日 浦和ナルシス)
- Team☆LM.C Presents「maya BIRTHDAY LIVE 2015」 (2015年7月30日 TSUTAYA O-EAST)
- Team☆LM.C Presents「LM.C COUNT DOWN LIVE 2015→2016」-ROUND 1- Goodbye2015 ★ありがと9周年★ (2015年12月31日 埼玉HEAVEN S ROCK)
- Team☆LM.C Presents「LM.C COUNT DOWN LIVE 2015→2016」-ROUND 2- Hello2016 ☆よろしく10周年☆ (2015年12月31日 埼玉HEAVEN S ROCK)

### EVENT
- Monster's field ver.3 (2006年9月3日 Shibuya O-Crest)
- ROCK THE NATION-ADDICT PARTY- (2006年9月10日、23日、24日 池袋Club ADDICT)
- stylish wave ILLUSION'06 (2006年11月17日 Zepp Tokyo)
- stylish wave ILLUSION'07 Vol.3（2007年4月29日 日比谷野外大音樂堂）
- ROCK GARAGE!! (2007年6月20日 Shibuya O－EAST)
- J SHOCK REVOLUTION Vol.1(2007年6月24日 Shibuya O-EAST)
- FORMOZ FESTIVAL 2007（2007年7月28日 台北圓山兒童育樂中心）
- SHOCK WAVE~Vol.2~autumn.fever.festival（2007年11月17日 ラフォーレミュージアム原宿）
- April-Fool's Fest 08 (2008年4月6日 新木場STUDIO COAST)
- FM OSAKA「BUZZ MANIAX」（2008年5月18日 大阪難波Hatch）
- Anime Expo presents "BATTLE OF THE BANDS 2008" (2008年7月3日 Los Angeles Convention Center, Hall B)
- FORMOZ FESTIVAL 2008（2008年7月27日 台北圓山兒童育樂中心）
- More Burnning Circus (2008年8月17日 SHIBUYA-AX)
- Over the Edge 2008 (2008年12月31日 渋谷公会堂)
- サンキュー!サンジュー!ディスクガレージ～MUSIC PARTY～（2009年9月24日 JCB HALL）
- Think the water,Feel the music. LIVE for LOVE we support WaterAid（2009年9月27日 横浜スタジアム）
- FUJIYAMA MUSIC FESTIVAL'09 (2009年10月10日 河口湖ステラシアター)
- V-ROCK FESTIVAL’09（2009年10月25日 幕張メッセ国際展示場9-11）
- 跡見学園女子大学・紫祭（2009年10月31日 跡見學園女子大學・校內體育館）
- BEAT SHUFFLE LIVE SIDE 2009 -D.N.A-（2009年12月29日 大宮ソニックシティ・大ホール）
- SHOCK WAVE 2010 (2010年4月29日 JCBホール)
- FanimeCon (2010年5月30日 San Jose McEnery Convention Center)
- Sundown Festival 2010 (2010年7月31日 新加坡環球影城)
- JACK IN THE BOX 2010 SUMMER (2010年8月21日 幕張メッセ展示場4-6)
- Oishi presents J-Rock Hitz Fest 2010 (2010年12月4日 泰國曼谷Central World Garden)
- Over The Edge 2010 (2010年12月30日 渋谷公会堂)
- V-ROCK FESTIVAL'11 (2011年10月23日埼玉SUPER ARENA)
- V流-Festa Vol.2 (2012年3月19日 ZEPP TOKYO)

## 註解
1. ↑  此傳單於2011年5月29日的日比谷野外大音樂堂上再度發送
2. ↑  超越物理距離的疑似聯合演唱會
3. ↑  最後決定發行LET ME' CRAZY
4. ↑  .   [2018-04-01]. （原始内容存档于2018-04-04）.
5. ↑  .   [2018-04-01]. （原始内容存档于2021-01-14）.
6. ↑  此三張單曲並未在台灣發行，於是將曲目收錄進此張專輯內。

## 外部連結
- LM.C Official Website（页面存档备份，存于）
- LM.C Official Blog （页面存档备份，存于）
- LM.C Official Facebook（页面存档备份，存于）
- LM.C Official YouTube （页面存档备份，存于）
- Aiji twitter （页面存档备份，存于）
- maya twitter （页面存档备份，存于）
- DENKI-MAN Blog （页面存档备份，存于）